# 야운데
야운데(프랑스어: Yaoundé)는 카메룬의 수도로, 인구는 280만 명 이상이며 항구 도시 두알라 다음으로 카메룬에서 두 번째로 큰 도시이다. 야운데는 해발 약 750m (2,500ft) 높이에 있는 중앙주에 위치해 있다.
1887년 독일 탐험가들이 이 지역 숲의 북쪽 가장자리에 있는 뇽강과 사나가강 사이에 고무와 상아의 무역 기지로 엡솜프 또는 예안두의 전초기지를 건설했다. 1895년에 군대 주둔지가 건설되어 더 많은 식민지화를 가능하게 했다. 제1차 세계 대전에서 독일이 패배한 후, 프랑스는 카메룬 동부를 위임통치령으로 삼았고, 1922년 야운데가 식민지의 수도로 선정되었다.
두알라가 더 중요한 정착지로 남아 있었지만, 야운데는 급속한 성장을 보였고 1960년 독립 시 카메룬의 정부 소재지로 계속되었다. 야운데의 경제 대부분은 여전히 행정 구조가 중심이지만 야운데의 주요 산업은 담배, 유제품, 맥주, 점토, 유리 제품 및 목재를 포함한다. 이 도시에는 대통령궁과 팔레 데 콩그레와 같은 눈에 띄는 기념물과 건물이 많이 있다.

## 역사
카메룬의 초기 주민들은 아마도 바카인 (피그미족)일 것이다. 그들은 여전히 남부와 동부 지방의 숲에서 살고 있다. 카메룬 고원에서 시작된 반투어 사용자들은 다른 침입자들보다 먼저 이주한 첫 번째 집단들 중 하나였다. 1770년대 후반과 1800년대 초에 서부 사헬의 목축 이슬람 민족인 풀라인이 현재 카메룬 북부의 대부분을 정복하여 대부분이 이슬람교도가 아닌 주민들을 복속시키거나 대체했다.
제1차 세계 대전 동안, 야운데는 콩고 출신의 벨기에 군대에 의해 점령되었다. 독일의 그 전쟁에서의 패배 이후, 프랑스는 카메룬 동부를 국제 연맹의 권한으로 보유하고 있었고 야운데는 1922년에 그 식민지의 수도가 되기로 선택되었다. 두알라가 더 중요한 정착지로 오래 남아 있었지만, 야운데는 코코아 위기와 해안가의 불안 때문에 1957년 이후 빠른 성장을 보였다. 그것은 독립 당시 카메룬의 정부 소재지로서 계속되었다.

## 경제
야운데 경제의 대부분은 공무원과 외교 서비스의 행정 구조에 집중되어 있다. 이러한 높은 인지도를 가진 중앙 구조 덕분에 야운데는 카메룬의 나머지 지역보다 생활 수준과 보안 수준이 높다.
야운데의 주요 산업에는 담배, 유제품, 맥주, 점토, 유리 제품 및 목재가 포함된다. 커피, 코코아, 코프라, 사탕수수 및 고무의 지역 유통 센터이기도 하다.
지역 주민들은 도시 농업에 참여한다. 그 도시에는 "돼지 5만 마리와 닭 100만 마리 이상"이 있는 것으로 추정된다.
2010년, 장 클로드 아제사 멜링귀 시장의 지휘 아래, 야운데는 "한 번에 10만 명에 달하는 사람들에게 영향을 미치고 도시를 일년에 15~20회 혼란스럽게 하는 심각한 홍수"를 다루기 위한 홍수 감소 프로젝트인 야운데 시 위생 마스터 플랜을 시작했다. 4년 후, 홍수의 빈도는 일년에 15회에서 3회로 줄었고, 장티푸스와 말라리아와 같은 수인성 질병의 사례는 거의 절반으로 줄었다. 멜링귀는 2013년에 사망했지만, 지역 공무원들은 도시를 변화시키기 위한 노력을 계속하고 있다. 위생 인프라에 대한 지속적인 개선 작업은 2017년에 완료될 예정인 "1억 5,200만 달러 계획, 주로 아프리카 개발 은행과 프랑스 개발청의 대출로 조달"에 따라 수행되고 있다.

## 기후
야운데는 연중 일정한 온도를 가진 열대성 습윤 및 건조 기후(Aw)를 특징으로 한다. 그러나 주로 고도 때문에 온도는 적도 근처에 위치한 도시에 대해 기대하는 만큼 그렇게 덥지 않다. 야운데는 3월과 11월 사이의 10개월 기간을 포함하는 긴 우기를 특징으로 한다. 그러나 7월과 8월 사이에 볼 수 있는 우기 내에 강수량의 현저한 감소가 있어 도시가 거의 두 개의 별개의 우기를 갖는 것처럼 보인다. 야운데가 열대 몬순 기후와 대조적으로 열대 습윤 및 건조 기후를 특징으로 하는 것은 주로 이 두 달 동안의 강수량의 상대적인 소강 때문이다.
| 야운데의 기후                                                  | 야운데의 기후 | 야운데의 기후 | 야운데의 기후 | 야운데의 기후 | 야운데의 기후 | 야운데의 기후 | 야운데의 기후 | 야운데의 기후 | 야운데의 기후 | 야운데의 기후 | 야운데의 기후 | 야운데의 기후 | 야운데의 기후   |
| 월                                                             | 1월           | 2월           | 3월           | 4월           | 5월           | 6월           | 7월           | 8월           | 9월           | 10월          | 11월          | 12월          | 연간            |
| -------------------------------------------------------------- | ------------- | ------------- | ------------- | ------------- | ------------- | ------------- | ------------- | ------------- | ------------- | ------------- | ------------- | ------------- | --------------- |
| 역대 최고 기온 °C (°F)                                         | 33 (91)       | 33 (91)       | 33 (91)       | 36 (97)       | 34 (93)       | 32 (90)       | 31 (88)       | 34 (93)       | 31 (88)       | 33 (91)       | 32 (90)       | 32 (90)       | 36 (97)         |
| 일평균 최고 기온 °C (°F)                                       | 29.6 (85.3)   | 31.0 (87.8)   | 30.4 (86.7)   | 29.6 (85.3)   | 28.8 (83.8)   | 27.7 (81.9)   | 26.5 (79.7)   | 26.5 (79.7)   | 27.5 (81.5)   | 27.8 (82.0)   | 28.1 (82.6)   | 28.5 (83.3)   | 28.5 (83.3)     |
| 일일 평균 기온 °C (°F)                                         | 24.6 (76.3)   | 25.7 (78.3)   | 25.4 (77.7)   | 25.0 (77.0)   | 24.5 (76.1)   | 23.8 (74.8)   | 23.2 (73.8)   | 22.9 (73.2)   | 23.4 (74.1)   | 23.5 (74.3)   | 23.9 (75.0)   | 24.0 (75.2)   | 24.2 (75.6)     |
| 일평균 최저 기온 °C (°F)                                       | 19.6 (67.3)   | 20.3 (68.5)   | 20.3 (68.5)   | 20.3 (68.5)   | 20.2 (68.4)   | 19.9 (67.8)   | 19.9 (67.8)   | 19.3 (66.7)   | 19.3 (66.7)   | 19.2 (66.6)   | 19.6 (67.3)   | 19.5 (67.1)   | 19.8 (67.6)     |
| 역대 최저 기온 °C (°F)                                         | 14 (57)       | 15 (59)       | 16 (61)       | 15 (59)       | 16 (61)       | 15 (59)       | 16 (61)       | 16 (61)       | 15 (59)       | 15 (59)       | 17 (63)       | 16 (61)       | 14 (57)         |
| 평균 강수량 mm (인치)                                          | 19.0 (0.75)   | 42.8 (1.69)   | 124.9 (4.92)  | 171.3 (6.74)  | 199.3 (7.85)  | 157.1 (6.19)  | 74.2 (2.92)   | 113.7 (4.48)  | 232.3 (9.15)  | 293.6 (11.56) | 94.3 (3.71)   | 18.6 (0.73)   | 1,541.1 (60.69) |
| 평균 강수일수 (≥ 0.1 mm)                                       | 3             | 4             | 12            | 14            | 17            | 14            | 11            | 12            | 20            | 23            | 11            | 3             | 144             |
| 평균 상대 습도 (%)                                             | 79.5          | 79.5          | 81.0          | 82.0          | 84.0          | 85.0          | 85.5          | 86.0          | 85.5          | 85.0          | 82.0          | 79.0          | 82.8            |
| 평균 월간 일조시간                                             | 172.0         | 179.0         | 169.9         | 164.5         | 166.2         | 126.0         | 96.1          | 86.2          | 102.4         | 130.2         | 167.1         | 181.4         | 1,741           |
| 출처 1: World Meteorological Organization NOAA (sun 1961–1990) |               |               |               |               |               |               |               |               |               |               |               |               |                 |
| 출처 2: BBC Weather                                            |               |               |               |               |               |               |               |               |               |               |               |               |                 |